# Richard Hill
Richard Hill (ur. 1 maja 1795 w Montego Bay na Jamajce, zm. 28 września 1872) – jamajski zoolog, botanik, ornitolog, polityk, społecznik.
Hill urodził się na Jamajce jako syn brytyjskiego kupca Richarda Hilla z Lincolnshire i półkrwi Indianki. Przez krótki czas mieszkał w Anglii, gdzie podczas nauki w elżbietańskiej Grammar School w Horncastle zaczął się pasjonować biologią. Wielokrotnie podróżował pomiędzy Anglią, a Jamajką. Podejmował wiele działań nakierowanych na poprawę losu jamajskich niewolników, a z czasem na zniesienie niewolnictwa. Z zamiłowania był zoologiem, ornitologiem. Był członkiem korespondentem Zoological Society of London i Smithsonian Institution w Waszyngtonie. Był zapalonym badaczem przyrody na rodzimej Jamajce.
Pisał dla wielu czasopim; m.in. do: The Jamaica Almanacs; Transactions of the Jamaica Society of Arts; Transactions of the Royal Society of Arts of Jamaica; The Jamaica Physical Journal; Jamaica Monthly Magazine; Jamaica Quarterly Magazine. W Anglli pisywał do Proceedings of the Zoological Society; a w Ameryce do Proceedings of the Academy of Natural Science w Filadelfii, oraz nowojorskiego Annals of the Lyceum of Natural History.